# Sarah Louise Keys
Sarah Louise Keys (nascuda el 1928 o el 1929) és una figura del moviment dels drets civils als Estats Units.
Nativa de Washington, Carolina del Nord, Keys és filla de David Keys, un veterà de la Marina de la Primera Guerra Mundial i convertit al catolicisme. Keys es va allistar al Cos de l'Exèrcit de Dones el 1951. Va completar la seva formació a Fort McClellan, Alabama, i va estar estacionada a Fort Dix a Nova Jersey.
Com a Private First Class l'1 d'agost de 1952, Keys va viatjar des de Fort Dix a la casa de la seva família a Carolina del Nord. Quan l'autobús es va aturar per canviar de conductor, el nou conductor de l'autobús va exigir que Keys cedís el seu seient a un marine blanc. Keys, sentint-se cansada, va declinar l'ordre. Va ser arrestada i va passar 13 hores sola en una cel·la de la presó a Roanoke Rapids, Carolina del Nord. Aleshores se la va condemnar a pagar una multa de 25 dòlars per conducta desordenada.
Keys va ser representada per l'advocat Dovey Johnson Roundtree a Keys v. Carolina Coach Co. Durant aquest temps, Keys havia estat assignada a Fort Knox, Kentucky. i va ser donada d'alta el 1953. El cas es va resoldre finalment a favor de Keys el 1955 per la Comissió de Comerç Interestatal. Keys treballava en un saló de bellesa de Brooklyn quan es va donar la notícia. Havia intentat mantenir el seu cas en secret, però la seva foto va aparèixer aviat als diaris. Més tard aquell mateix any, Rosa Parks va ser arrestada per negar-se a cedir el seu seient a un passatger blanc.
El 1958, Sarah Keys es va casar amb George Evans. Va ser convidada a parlar a la Dedicació de les Dones al Servei Militar per a Amèrica de 1997. El 2020, Roanoke Rapids va declarar l'1 d'agost com a "Dia de Sarah Keys Evans" i va dedicar un mural que representava la seva història.
El 117è Congrés dels Estats Units està considerant actualment un projecte de llei per atorgar a Sarah Keys Evans la Medalla d'Or del Congrés.